# Полесская кухня
Поле́сская ку́хня — отражение традиционных способов приготовления пищи, продуктов и блюд народов и этнических групп, населяющих исторический регион Полесье, находящийся на стыке четырёх современных государств: преимущественно Украины и Белоруссии, в меньше мере — Польши и России.
Ведущую роль в формировании полесской кухни сыграла этническая группа полещуки.

## История и особенности
Географическое расположение Полесья, его климат и природа, обусловили традиции питания жителей данного региона. Наиболее распространённой зерновой культурой в Полесье издавна была рожь, зафиксированная здесь начиная с VІ столетия до н. э. Ещё в XIX — начале XX века она по-прежнему занимала 50-60 % посевных площадей. Кроме этого, в этом лесном и болотистом регионе сеяли гречку, просо и ячмень. А вот пшеница была и продолжает быть менее распространена в сельском хозяйстве ввиду малопригодных для её выращивания грунтов. По этой причине полещуки издавна отдавали предпочтение именно ржаному хлебу и другим блюдам из ржаной муки. Пшеничные виды хлеба, как правило, выпекали к праздникам. Хлеб в этой местности всегда имел особую обрядовую роль: различные его виды выпекали к светским и религиозным праздникам: это свадьба, крестины, встреча гостей, поминки, проводы и пр. Яркие примеры — кныш, полесский лежень. Из более дорогой пшеничной муки пекли калачи, паляницу, пироги с грибами, капустой, творогом, ягодами, орехами. К свадьбе — пшеничные короваи и верчи (тип калачей).
Издавна в Полесье употребляют много каш, наиболее популярными являются гречневая и пшённая. Их варят крутыми для употребления с молоком и шкварками и жидкими для кулеша, крупеника. Именно в Полесье наиболее часто готовили каши-размазни на сыворотке или маслянке. До XX века популярной была лемишка — каша из гречневой муки, которая в наши дни практически вышла из употребления. Сегодня пшеничные каши и мука практически вытеснили более традиционные для полесской кухни крупы. Из пшеничной муки готовят традиционные для украинской кухни вареники, галушки, блины, оладьи, лапшу.
Хорошо знакомыми для населения Полесья являлись и бобовые растения, в частности, горох. Из него, особенно в западном Полесье, готовят каши, а также поминальные блюда. В ХVІІ веке появляется фасоль и вскоре получает широкое распространение. Бобовыми начиняют пироги, например, на Левобережном Полесье начинкой служит подслащённая фасоль с калиной.
В ХVІІІ столетии в Полесье появился картофель, а уже в середине XIX века на Украине и, в частности, в Полесье, начинается настоящий картофельный бум. Картофель постепенно вытеснил репу и даже зерновые. Типичным для полесской кухни блюдом становятся картофельники («бульбяники»), драники («деруны») с начинкой и без. В городе Коростень Житомирской области деруны даже превратили в своеобразный кулинарный бренд: здесь ежегодно проводят международный фестиваль дерунов, куда съезжаются проявить своё искусство повара со всей Украины и не только. В парке, где он проходит, даже установили памятник деруну.
Огородные культуры на Полесье представлены капустой, огурцами, свёклой, морковью, чесноком и пр. Популярными были и являются дикорастущий хрен и щавель. Наиболее популярным овощным блюдом является борщ во всех его разновидностях. При этом отличительной особенностью полесских борщей является то, что борщ здесь, как и капустняк, крупник, не заправляют острыми продуктами (перцем), как это принято южнее.
Мясные блюда ещё до первой половины XX века были атрибутом преимущественно праздничной кухни полещуков. В наши дни мясных блюд в рационе жителей Полесья значительно больше. Больше всего мяса употребляли зимой — от Рождества до Масленицы и на Пасху. В это время кололи кабанов, готовили колбасы, сальтисон («ковбык»), мацик (сыровяленое мясо в свином желудке), запечённое в тесте бедро, холодец, мясную мачанку. Особенностью полесских мясных блюд является то, что в мясные подливы и соусы к мясу часто добавляют грибы, клюкву, тмин.
Богатство полесской кухни обеспечивается и молочными продуктами. Многие века на Житомирщине и Черниговщине готовят гуслянку, ряжанку, молочную мачанку.
Из масляничных культур традиционно преобладал лён, тогда как на остальной территории Украины больше сеяли конопли. Подсолнух получает распространение только в конце XIX века.
Поставщиками сырья для знаменитых полесских компотов, узваров, киселей, ставших местным этикетным застольным феноменом, а также начинок для пирогов, являлись приусадебные сады, но особенно — дикорастущие фруктово-ягодные растения. Собирательство вообще многие века было характерным для жителей Полесья, что является естественным для лесного региона. Также до сих пор Полесье славится своими грибами и разнообразием грибных блюд. Даже рыбную юшку тут готовят с грибами, речь идёт про полесский суп калатуша.
Аналогичным образом, обилие водных угодий сказалось на разнообразии рыбных блюд. Рыба была «дежурным» блюдом во время постов и обязательным элементом поминального стола. Раковый промысел также был широко распространён до XIX — первой половины XX века. В домашней крестьянской кухне с давних пор готовили раковые супы; раковым мясом заправляли постные каши и галушки.
Что касается напитков, для Полесья, больше чем для других регионов Украины, характерны квасы, особенно из соков деревьев (берёзовый) и фруктово-ягодные. Популярным был квас циберей на основе ржаной или овсяной муки. Их заквашивали ржаным хлебом или солодом, медовыми сотами, клюквой, брусникой. Широко известны и напитки на основе мёда: питьевой мёд, сбитень, сыта. И, конечно, алкогольная медовуха. Алкогольные и слабоалкогольные напитки также представлены наливками (вишнёвая, сливовая, смородиновая, терновая, малиновая, ежевичная, калиновая, бузиновая), и настойками, особенно на лесных ароматных травах (зубровка, зверобой, калган, чебрец, мята и др.)

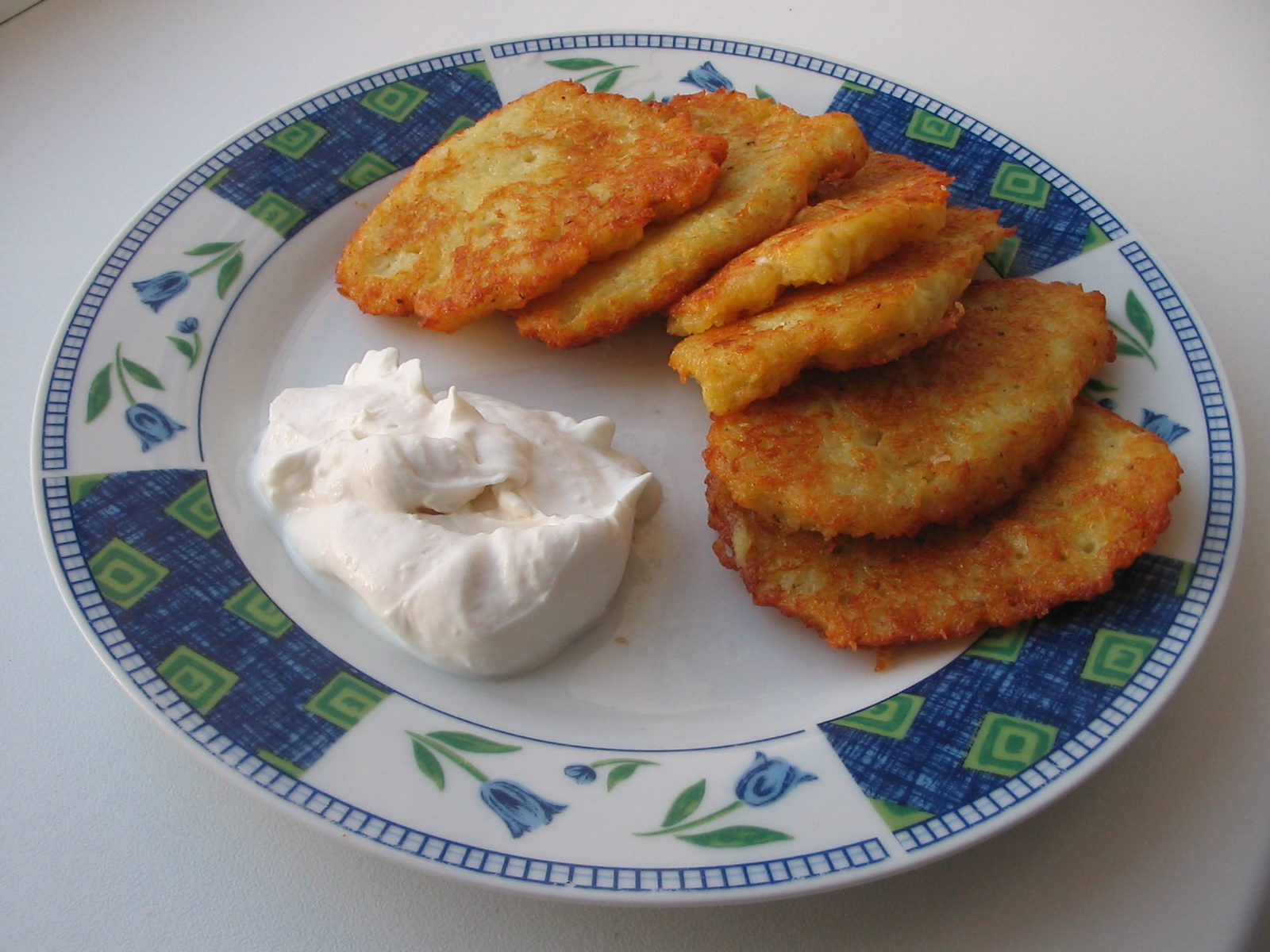
Драники со сметаной
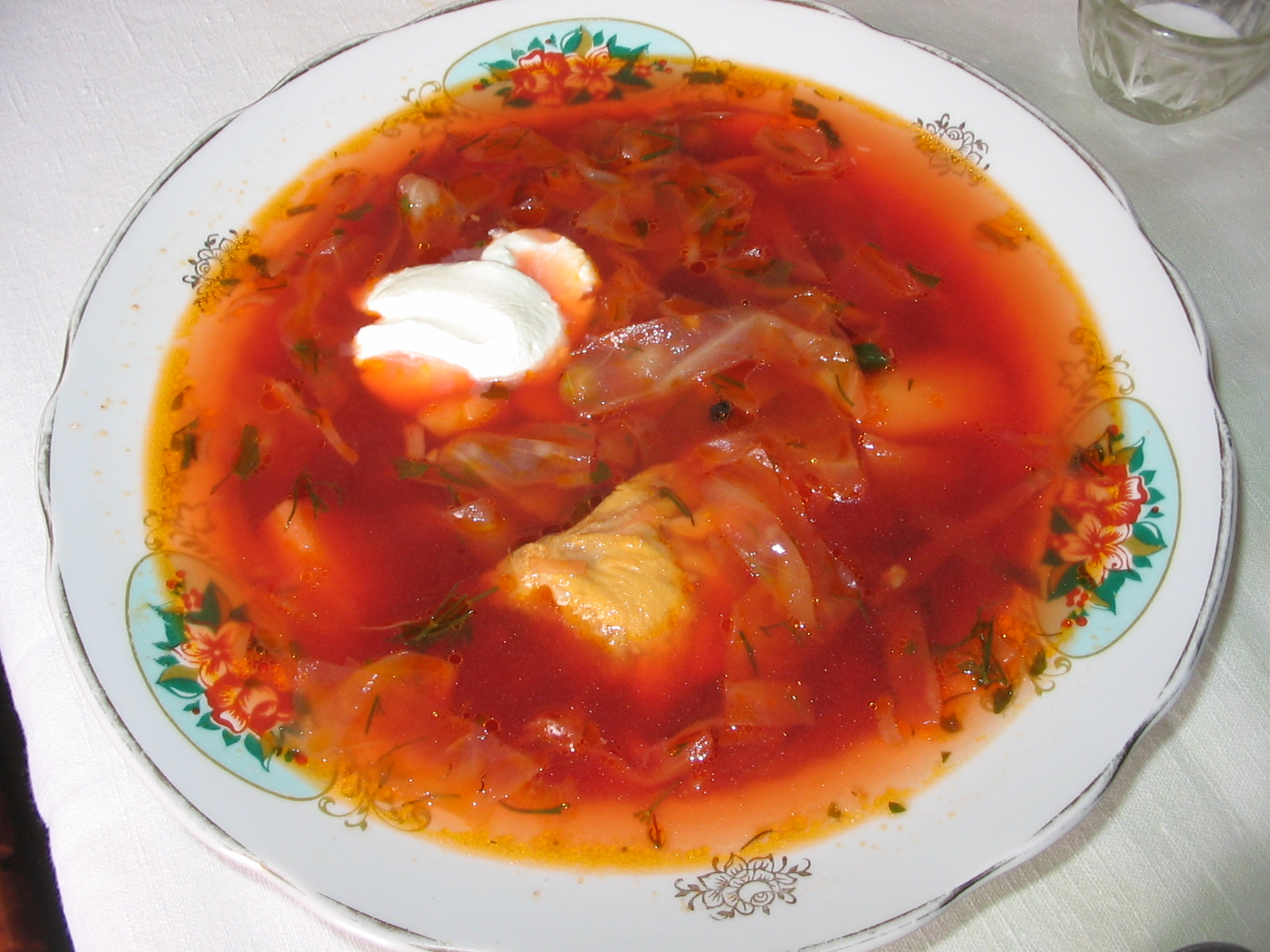
Борщ
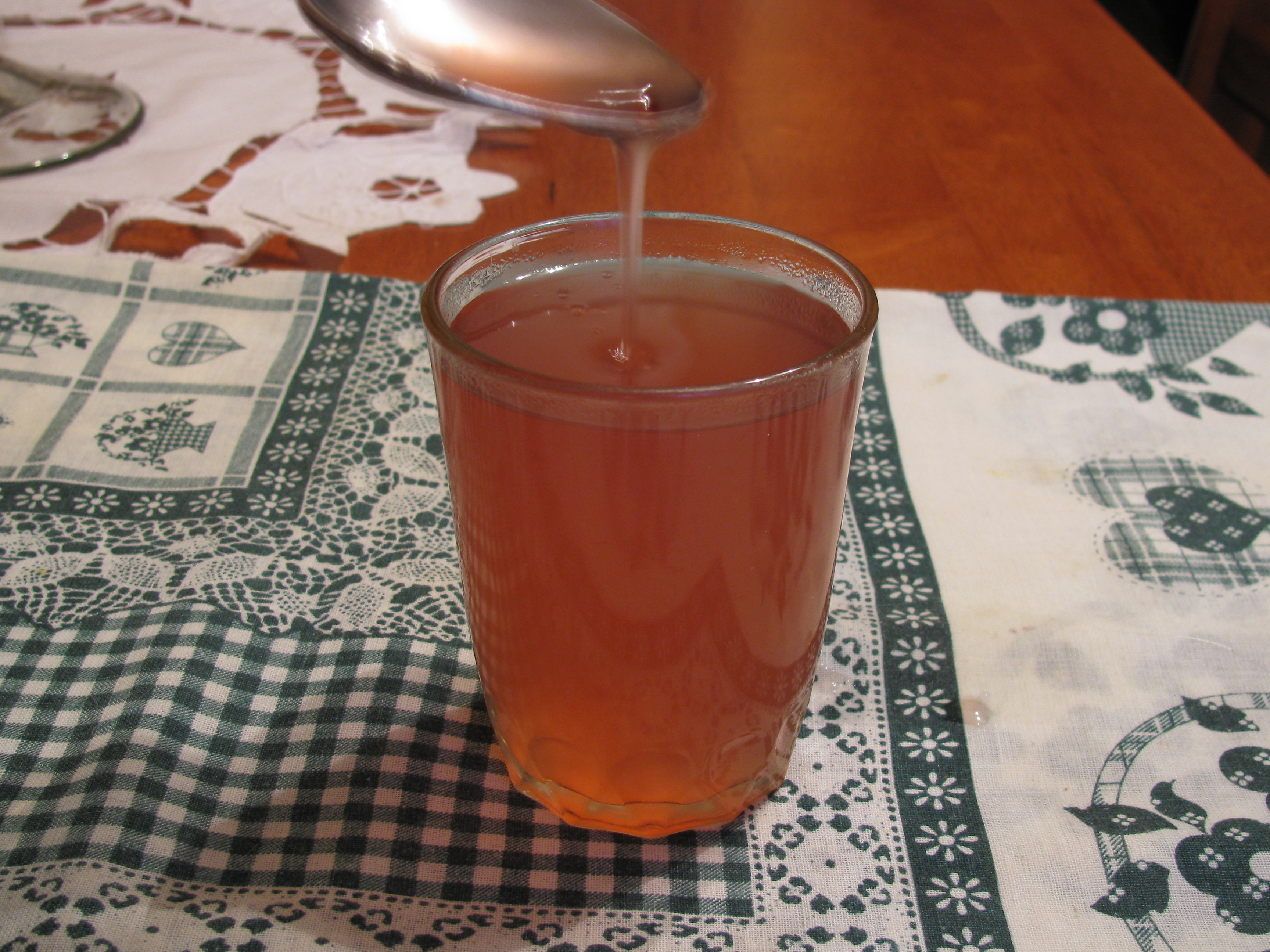
Кисель
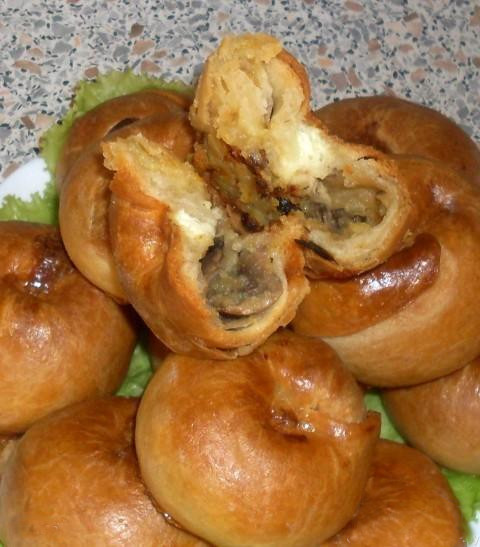
Кныш